# Testa (cognome)
Testa è un cognome di lingua italiana diffuso in particolare in Lombardia, in Piemonte, nel Lazio e in Campania.

## Storia
Testa ha origini antiche: nel II secolo a.C. esisteva Gaio Trebazio Testa, giurista e politico romano. Tracce di questo cognome le troviamo anche a Pavia nel 1418: "Ego Georgius Testa civis Vercellensis, filius Antoni de Testis, habitans in vicinia seu parochia Sancte Agnetis, Vercellensis publichus autoritate imperiali notarius intravi collegium sub anno Domini currente milleximo CCCCXVIII, die XX ianuarii...".

## Persone
- Alberto Testa, danzatore, coreografo, critico di danza e insegnante italiano
- Alberto Testa, paroliere, autore televisivo e cantante italiano
- Armando Testa, pubblicitario, disegnatore e pittore italiano
- Arrigo Testa, poeta della Scuola siciliana di Federico II
- Augusto Testa, astronomo italiano
- Francesco Testa, arcivescovo cattolico, teologo e giurista italiano
- Gaio Trebazio Testa, giurista e politico romano
- Gianmaria Testa, cantautore italiano
- Gioachino Testa, avvocato e patriota italiano
- Karina Testa, attrice francese di origine italiana
- Lucio Testa - regista italiano
- Lucio Testa - politico

## Edifici
- Palazzo Testa